# Inosinmonofosfato
L'inosina monofosfato, o inosina-5-fosfato o acido inosinico, (abbreviato con l'acronimo di IMP) è una molecola che si produce a partire dal PRPP (che è la forma attivata del ribosio 5-fosfato) con la spesa di 5 molecole di ATP. L'IMP serve per sintetizzare AMP, GTP e tRNA.